# 한국독립군
한국독립군(韓國獨立軍)은 일제강점기 북만주 지역에서 창립, 활동한 한국독립당의 당군(黨軍)이다. 한편, 1929년부터 1934년 사이 남만주에서는 조선혁명당 예하에 조선혁명군이 별도 편성되어 활동하였다.
이후 조선혁명군정부(1934.11 ~ 1938.9)가 수립되었다.

## 한국독립당의 예하
1930년 7월 북만주(北滿洲) 교민들의 자치기관이던 한족자치연합회(韓族自治聯合會)와 생육사(生育社)를 모체로 하여 한국독립당(韓國獨立黨)이 창당되었다. 한국독립당은 중앙당부에 6개 위원회를 두고 지방에는 지당부(支黨部)와 구당부(區黨部)를 두었다.
한국독립군은 한국독립당의 예하로 당군이었다.

## 한국독립군의 편성
한국독립당은 소속 무장부대를 한국독립군(韓國獨立軍)으로 편성하였는데, 1931년까지 북만주 중동철도를 중심으로 26개의 군구(軍區)를 설치하고 일제와 대전하였다.
- 총사령관 지청천
- 부사령관 남대관
- 참모장 신숙
- 재무 겸 외교관 안야산(安也山)
- 의용군훈련대장 이광운(李光雲)
- 의용군중대장 오광선(吳光鮮)
- 암살대대장 이출정(李出正)
- 의용군소대장 이춘정(李春正)
- 별동대대장 한광빈(韓光彬)
- 헌병대대장 배성운(裵成雲)
- 통신부대 겸 검사역 신원균(申元均)
- 구국후원회회장 권수정(權秀貞), 서기 장홍진
- 선전대(先戰隊)겸 결사대장 심중근(沈重根)
- 고문 겸 대일구국회 회장 서일봉(徐日鳳)

## 한중연합군의 편성과 전투
1930년 한국독립당과 한국독립군이 결성된 다음 해인 1931년 9월 일제는 만주사변(滿洲事變)을 일으켜 만주에 대한 침략을 가속하여 일본군과 만주군이 연합하여 북만주까지 침공해왔다. 이에 한국독립당은 1931년 11월 각 군구에 총동원령을 내려 모든 활동을 군사방면에 집중하고 중국당국과 한중연합작전을 협의토록 하였다.

### 한국독립군의 한중연합작전
일본은 1932년 괴뢰정부인 만주국을 수립하였다. 일본군은 만주군과 합동으로 독립군에 대한 토벌작전을 본격화하였는데, 이때 만주방면에는 반만항일을 표방한, 수많은 중국군부대가 편성되어 일본군과 만주군에 항전하였다. 이들 부대에는 장학량(張學良)군 일부와 보위단(保衛團) 또는 일부 마적까지 참여하였다. 돈화(敦化) 지방에 왕덕림(王德林), 풍점해(馮占海)부대가, 흑룡강 지방에는 마잔산(馬占山) 부대가, 하얼빈〔哈爾賓〕에는 중국 호로군(護路軍) 사령관 정초(丁超)가 인솔하는 부대와 호로군 여단장 고봉림(考鳳林) 부대가 있어 일만군(日滿軍)과 싸우고 있었다.
이에 앞서 1931년 11월 2일 한국독립당은 일제의 만주 점령에 대처하여 새로운 활동목표를 설정하였다.
한국독립당은 동월 10일 각 군구를 통해 소집과 징모 활동을 전개하였으며, 12일에 당·군대표 신숙과 남대관 등을 중국의 길림자위군, 호로군연합군총부에 파견하여 동 군사령관 정초 및 제2, 제3군장 양문휘(楊文揮), 고봉림 등과 한중연합작전을 협의하였다. 이 결과 동년 12월 11일 한국독립군 총사령관 지청천과 최악·오광선·심만호(沈萬浩)·김청농(金靑儂)·최관용(崔寬用)·최종원(崔種元) 등 간부가 중국군 당국과 상호협정을 체결하였다.
한국독립군은 총동원령에 따라 소집된 병사의 훈련과 부대편성을 서두르던 중 1932년 2월 12일에 일만군의 대대적 공격을 받았다. 아직 부대를 정비하지 못하였고 소요 장비도 채 갖추지 못했는데, 일만군은 2월 5일 하얼빈 방면에서 중국군을 대파하고 항공기의 엄호를 받으며 중동연선(中東沿線)을 따라 진공하였다. 한중연합군은 위사하(葦沙河), 일면피(一面陂), 오길밀(烏吉密), 밀로참(密路站), 동빈방정(同賓方正), 의란(依蘭) 등지에서 일만군과 치열한 교전을 하였으나 식량과 탄약이 부족하여 참패를 당하고 분산되었다.
한국독립군 총사령 지청천은 참모장 신숙과 일지대군(一支隊軍)을 친솔하여 의란에서 격전을 벌였으나 흑룡강성 통하현(通河縣)으로 퇴각하여 부대를 수습하였다.
별동부대장 안종선(安鍾宣)은 중국 제3호로군 고봉림부대와 공동작전으로 3월 3일 아성(阿城)을 일시 탈환하는 전과를 올렸으나 오래 수성(守城)하지 못하였고, 차철(車澈)·야상기(也相奇)·전북빈(全北賓)이 인솔하는 제3, 제4, 제5 대대는 중국 호로군 제3, 제4여장 유지광(劉志光)·궁영무(宮英武) 등의 부대와 연합하여 한 달 남짓 고전하다가 일면피 이북 지방으로 퇴각하였다.
한국독립당은 쌍성현(雙城縣) 모아산(帽兒山)에서 비상회의를 통해 각지에 흩어진 독립군을 집결시키는 한편 중국군 고봉림부대에 계속 연합작전을 전개할 것을 통고하였다.
한달만에 독립군이 집결하였으며, 김창환(金昌焕)을 총사령 대리로 임명, 부대를 재편성하여 훈련에 임하였다. 전력을 정비한 한중연합군은 1932년 8월 본격적인 연합작전을 개시하였다.

#### 쌍성보 전투
독립군 3천 명과 중국군 2만 5천 명으로 편성된 한중연합군은 쌍성보(雙城堡) 공격계획을 수립하였다. 쌍성보는 합장선(哈長線) 철도의 요지이며 북만주 중요 물산의 집산지이므로 전략적 가치가 매우 큰 곳이었다.
9월 3일 총사령 이청천 장군이 흑룡강지방에서 부대를 인솔해오자 독립군을 다시 편성하고 김창환이 부사령이 되어 19일 쌍성보를 향하여 진군하였다. 진군 도중 만주군의 저항을 물리치면서 3일 동안에 2백여 리를 진격하여 쌍성보 남쪽 5리 지점에 있는 소성자(小城子)에 도착하였다. 그곳에서 중국군 고봉림부대와 합세하여 중국군은 동문과 남문을 공격하고 독립군은 서문을 공격하기로 결정한 후 공격을 개시하였다. 성내에서는 만주군 3개 여단이 완강히 저항하였으나 독립군의 맹렬한 공격에 북문으로 도주하다가 미리 매복하고 있던 연합군에게 대부분 사살되었다. 이 승리로 연합군 3만 여 병력이 3개월 동안 유지할 수 있는 많은 물자를 노획하였다.
연합군은 일본군 대부대의 반격을 고려하여 주력 부대를 쌍성보 5리 밖에 있는 우가둔(牛家屯)으로 옮기고 쌍성에는 소수의 부대를 잔류시켰다. 예상대로 일본군 대부대가 쌍성보를 공격에 해와 쌍성보를 일군에게 빼앗기고 말았다. 연합군은 11월 7일 독립군과 중국군을 좌·우익으로 나누어 재차 쌍성보 탈환작전을 전개하였다. 독립군은 200명 단위로 부대를 15개로 편성한 후 선봉에서 진격하였으며, 중국군은 탄환과 식량을 제공하였다. 오후 6시 총공격을 개시하여 1개 부대는 정면으로, 1개 부대는 왼쪽으로, 1개 부대는 뒤편으로, 기관총대는 중앙으로 각각 돌격하였다. 적은 수 시간에 걸쳐 수류탄과 박격포로 완강하게 저항하였으나 성 안으로 돌입한 독립군이 적진을 교란시키고 쌍성보 뒷산을 점령한 독립군 포병대가 시가의 주요 건물에 포격을 가하였다. 치열한 전투 끝에 만주군들이 전원 항복하고 성문을 열었다. 이 전투에서 일본군 1개 중대가 전멸하였다. 두번째로 쌍성보를 탈환한 연합군은 입성 즉시 전리품을 정리하고 적의 반격에 대비하였다.
11월 20일 일본군은 어김없이 보복전을 전개하였다. 하얼빈과 장춘(長春)에 주둔하고 있던 일본군 주력부대와 만주군의 대병력이 항공기의 엄호를 받으며 반격해왔다. 이에 아군은 전 병력을 7대로 나누어 각 요충지에 방어선을 구축하고 일본군의 반격을 막았다. 1주야를 두고 치열한 공방전이 전개되었는데, 피아간 사상자가 속출하였다. 21일 밤 일본군은 총공격을 감행하였다. 우군의 방어선이 흔들리기 시작하였으며, 적의 항공기 공격과 대포로 인하여 마침내 방어선이 무너지고 말았다. 독립군은 22일 새벽까지 항전을 계속하였으나 중국군의 사기가 점차 떨어져 부득이 적에게 성을 내주고 500여 리를 후퇴하여 오상현 충하진(冲河鎭)에 머무르게 되었다. 이 전투로 독립군은 막대한 피해를 입었을 뿐 아니라 고봉림부대가 단독으로 적군과 휴전회담을 개최하였다. 독립군이 이를 극력 만류하였으나 고봉림부대는 휴전 협의를 계속하였다. 이에 독립군은 동월 27일 독자적인 행동을 취하였다.
한국독립당은 11월 29일 앞으로의 활동방침을 결의하였다. 독립당은 구국군 총사령 왕덕림에게 3명의 대표를 파견하였고, 남경(南京)에도 따로 대표를 보내 중국정부와 한중연합작전을 협의하였다.
12월 25일 한국독립군은 중국군과 연합하여 경박호(鏡泊湖)에서 만주군 유격대 2천 명과 격전을 벌여 이를 섬멸하였다. 연합군을 추격해오는 만주군을 경박호 양쪽에 매복하고 있다가 만주군이 호수 입구에 들어서는 것을 기회로 양쪽에서 협공한 것이다.

#### 사도하자 전투
1933년 3월까지 독립군은 사도하자(四道河子)에 주둔 병력을 증강시키면서 훈련에 여념이 없었다. 독립군은 날로 증강되었는데, 일본군은 독립군을 일거에 섬멸하려고 만주군과 연합하여 공격을 취하였다. 4월 14일 일만군 대부대가 공격해 온다는 것을 안 독립군은 중국군과 같이 적을 포위, 섬멸하기로 하고 전 부대를 4개로 나누어 제1로군은 소부대로 적을 유인케 하고, 제2, 제3로군은 삼도하(三道河) 뒤 분수령과 사도하의 좌우 계곡에서 대기하도록 하였으며, 제4로군은 이도하(二道河) 입구에 매복하였다가 적의 퇴로를 차단하는 동시에 적의 수송차량을 빼앗도록 하였다.
15일 새벽 적은 약 1개 사단의 병력으로 황가둔(黃家屯)에서 이도하 방면을 거쳐 사도하자로 진격해왔다. 적이 아군의 작전에 말려든 것이었다. 기다리던 아군이 일제히 포문을 열어 급습하니 적군은 응전하지도 못한 채 순식간에 과반수가 쓰러졌으며 패잔병들은 어둠을 뚫고 도주하였다. 아군의 손실은 극히 미미했으며 연도에는 적들이 버린 무기와 탄약이 부지기수였다. 16일 저녁 아군은 부대를 정돈하고 전리품을 수습하여 본대로 개선하였다. 그리고 5월 2일에 아군은 유격대를 각지에 보내 일만군을 기습공격했는데 대소 20여 전투에서 적을 섬멸하였다.

#### 동경성 전투
한중연합군은 승세를 몰아 영안성(寧安城) 공격을 계획하고 먼저 동경성(東京城)을 공격하였다. 부대를 3개 대로 편성하였는데, 제1로군은 기병대로 편성하여 동목단강(東牧丹江) 연안의 골짜기에 진출케 하여 적의 후원부대를 공격하게 하였고, 제2로군은 1개 여단의 병력으로 영안성과 동경성의 중간지점에 배치하여 먼저 교량과 전선을 끊어 적의 후원병을 저지케 하였으며, 제3로군은 좌우익으로 나누어 직접 동경성을 공격하게 하였다.
6월 3일 밤 작전대로 동경성을 공격하였다. 3시간에 걸친 전투 끝에 일본군은 북문으로 도주하다가 우군의 복병에게 전멸되었으며, 만주군은 여단장 곽세재(霍世才)만이 호위병 몇 명을 데리고 도주하였을 뿐 전부대가 항복하였다. 승전한 한중연합군은 성내로 들어가 주민들을 선무하여 안심시켰고, 사도하자 전투 때 보다 더 많은 전리품을 노획하였다. 일군 대병력이 주둔하고 있는 영안성을 바로 공격하기에는 여의치 못하여 주력부대를 왕청(旺淸)과 동녕 사이의 산간지대로 이동시켰다.

#### 대전자령 전투
1933년 6월 28일 한중연합군 전부대는 노송령(老松嶺)을 거쳐 진군하였는데, 대전자(大甸子)에 주둔하고 있던 일본군이 연합군을 공격하러 달려오고 있었다. 연합군은 대전자에서 5리 지점에 있는 노모제하(老母諸河)에 부대를 주둔시켰다. 연합군은 일본군이 7월 3일 대전자령을 통과한다는 것을 알아내고 2일 오후 6시까지 대전자령의 요지에 병력 배치를 완료하였다.
대전자령의 지형은 2자로 된 험준한 고개인데, 길이가 약 20리나 되는 골짜기가 있으며 그 양편에는 높이가 수백 미터가 되는 절벽이 솟아있는 심산의 밀림지대이다. 이곳에 배치된 우군 병력은 독립군이 2천 5백 명 중국군이 6천 명인데 독립군 전원과 중국군 2천이 전위부대로 편성되었으며, 주공은 독립군이 담당하였다.
무방비 상태인 일본군이 한중연합군이 매복하고 있는 대전자령을 반쯤 넘어 행렬의 끝이 산중턱에 이르렀을 때 연합군은 일제히 공격을 개시하였다. 불의의 공격을 받은 일본군은 제대로 응사도 하지 못한 채 쓰러져 갔다. 4시간의 격전으로 일본군은 극소수를 제외하고는 전멸하였다. 대전자 전투에서의 승리는 한국독립군의 항일전투사 상 전례없는 대승리였다. 이 전투에서 막대한 전리품을 획득하였다.

### 한중연합군의 한계
약 2개월간 휴식을 취하며 전력을 보강한 독립군은 9월 1일 동녕현에 있는 일본군을 단독으로 공격하였다. 이 작전은 원래 중국군이 곧 후속부대를 파견하기로 약속한 전투였다. 약 3일에 걸쳐 독립군이 일본군과 치열한 교전을 전개하였는데도 중국 후속부대는 오지 않았다. 시간이 흐를수록 독립군의 피해가 커져 결국 퇴각하였다. 중국구국군이 후속부대를 보내지 않은 것은 중국구국군 제1사장 오의성(吳義成) 부대 내에 침투한 공산주의자가 한중연합군을 이간시켰으며, 적으로부터 노획한 전리품의 분배과정에서 양군의 감정이 별로 좋지 않았던 데 그 이유가 있었다.
동빈현 전투 이후 한중 양군의 불화는 우심해졌으며 중국군이 독립군의 총사령 이하 수십 명의 간부를 체포 구금하고 독립군의 무기를 압수하는 사태로까지 번져 한중연합은 와해되었다.

## 같이 보기
- 한국독립당
- 조선혁명군

## 참고자료
- 한민족독립운동사, ‘국사편찬위원회 한국사데이터베이스’